# Pataruman (Pataruman)
Pataruman is een bestuurslaag in het regentschap Banjar van de provincie West-Java, Indonesië. Pataruman telt 14.560 inwoners (volkstelling 2010).